# Argueil
Argueil és un municipi francès situat al departament del Sena Marítim i a la regió de Normandia. L'any 2007 tenia 341 habitants.

## Demografia

### Població
El 2007 la població de fet d'Argueil era de 341 persones. Hi havia 144 famílies de les quals 40 eren unipersonals (4 homes vivint sols i 36 dones vivint soles), 40 parelles sense fills, 52 parelles amb fills i 12 famílies monoparentals amb fills.
La població ha evolucionat segons el següent gràfic:
Habitants censats

### Habitatges
El 2007 hi havia 173 habitatges, 143 eren l'habitatge principal de la família, 23 eren segones residències i 7 estaven desocupats. 158 eren cases i 15 eren apartaments. Dels 143 habitatges principals, 98 estaven ocupats pels seus propietaris i 45 estaven llogats i ocupats pels llogaters; 1 tenia una cambra, 5 en tenien dues, 18 en tenien tres, 50 en tenien quatre i 69 en tenien cinc o més. 98 habitatges disposaven pel capbaix d'una plaça de pàrquing. A 72 habitatges hi havia un automòbil i a 54 n'hi havia dos o més.

### Piràmide de població
La piràmide de població per edats i sexe el 2009 era:
| Homes | Edats   | Dones |
| ----- | ------- | ----- |
| 0     | 95 o +  | 0     |
| 0     | 90 a 94 | 4     |
| 0     | 85 a 89 | 0     |
| 8     | 80 a 84 | 8     |
| 4     | 75 a 79 | 4     |
| 4     | 70 a 74 | 8     |
| 4     | 65 a 69 | 8     |
| 8     | 60 a 64 | 12    |
| 16    | 55 a 59 | 12    |
| 4     | 50 a 54 | 8     |
| 12    | 45 a 49 | 4     |
| 24    | 40 a 44 | 24    |
| 4     | 35 a 39 | 12    |
| 20    | 30 a 34 | 12    |
| 12    | 25 a 29 | 8     |
| 20    | 20 a 24 | 12    |
| 12    | 15 a 19 | 12    |
| 12    | 10 a 14 | 16    |
| 4     | 5 a 9   | 24    |
| 12    | 0 a 4   | 12    |

## Economia
El 2007 la població en edat de treballar era de 214 persones, 166 eren actives i 48 eren inactives. De les 166 persones actives 149 estaven ocupades (83 homes i 66 dones) i 17 estaven aturades (6 homes i 11 dones). De les 48 persones inactives 22 estaven jubilades, 9 estaven estudiant i 17 estaven classificades com a «altres inactius».

### Ingressos
El 2009 a Argueil hi havia 143 unitats fiscals que integraven 343 persones, la mediana anual d'ingressos fiscals per persona era de 14.017 €.

### Activitats econòmiques
Dels 18 establiments que hi havia el 2007, 1 era d'una empresa alimentària, 1 d'una empresa de fabricació d'altres productes industrials, 1 d'una empresa de construcció, 5 d'empreses de comerç i reparació d'automòbils, 2 d'empreses de transport, 1 d'una empresa d'hostatgeria i restauració, 1 d'una empresa immobiliària, 3 d'empreses de serveis, 2 d'entitats de l'administració pública i 1 d'una empresa classificada com a «altres activitats de serveis».
Dels 2 establiments de servei als particulars que hi havia el 2009, 1 era un paleta i 1 perruqueria.
Dels 3 establiments comercials que hi havia el 2009, 1 era una botiga de més de 120 m², 1 una botiga de menys de 120 m² i 1 una fleca.
L'any 2000 a Argueil hi havia 13 explotacions agrícoles que ocupaven un total de 639 hectàrees.

## Equipaments sanitaris i escolars
L'únic equipament sanitari que hi havia el 2009 era una farmàcia.
El 2009 hi havia una escola elemental integrada dins d'un grup escolar amb les comunes properes formant una escola dispersa.

## Poblacions més properes
El següent diagrama mostra les poblacions més properes.